# Національний університет фізичного виховання і спорту України
Націона́льний університе́т фізи́чного вихова́ння і спо́рту Украї́ни (скорочено: НУФВСУ) — головний вищий навчальний заклад України з підготовки та підвищення кваліфікації кадрів у різноманітних видах спорту, з фізичного виховання, фізичної терапії та фітнесу. Розташований у Києві. Заснований у 1930 р. в Харкові, тодішній столиці УРСР. До Києва переїхав у 1944 році. У 1998 році університет отримав статус національного. Кількість студентів — бл. 3000.
Колишні назви:
- 1930—1944: Державний інститут фізичної культури України
- 1944—1993: Київський державний інститут фізичної культури
- 1993—1998: Український державний університет фізичного виховання і спорту
- 1998 — по сьогоднішній день: Національний університет фізичного виховання і спорту України

## Ректори
1930 — Миртович Павло Костянтинович
1931 — Остапенко Семен Васильович
1932-1935 — Ледовський Олексій Григорович
1936 — Бунчук Михайло Федорович
1937 — Свободин Яків Михайлович
1938-1942 — Рутман Григорій Львович
1943-1944 — Романенко Степан Дмитрович
1945 — Шипуков Володимир Пилиппович
1946-1948 — Вржесневський Іван Вікторович
1948-1950 — Іванов Сергій Михайлович
1950-1952 — Кульчицький Олександр Петрович
1952-1955 — Шерстюк Микола Васильович
1955-1959 — Теппер Микола Авксентійович
1959-1971 — Лапутін Микола Петрович
1971-1980 — Парфьонов Володимир Олександрович
1980-1986 — Гуменюк Микола Петрович
1986-2012 — Платонов Володимир Миколайович
2012-2024 — Імас Євгеній Вікторович
2024 — виконуючий обов'язки ректора Пижов Олександр Михайлович

## Структура
Тренерський факультет
- Кафедра спортивних видів гімнастики
- Кафедра професійного, неолімпійського та адаптивного спорту
- Кафедра спортивних ігор
- Кафедра футболу
- Кафедра хореографії і танцювальних видів спорту

Факультет спорту та менеджменту
- Кафедра туризму
- Кафедра менеджменту і економіки спорту
- Кафедра водних видів спорту
- Кафедра легкої атлетики, зимових видів та велосипедного спорту
- Кафедра спортивних єдиноборств та силових видів спорту

Навчально-науковий інститут здоров'я, реабілітації та фізичного виховання
- Кафедра оздоровчо-рекреаційної рухової активності
- Кафедра медицини, громадського здоров'я та екології спорту
- Кафедра теорії і методики фізичного виховання
- Кафедра кінезіології та фізкультурно-спортивної реабілітації
- Кафедра медичної біології та спортивної дієтології
- Кафедра терапії та реабілітації
- Кафедра кіберспорту та інформаційних технологій

Навчально-науковий олімпійський інститут
- Кафедра історії та теорії олімпійського спорту

Факультет заочного навчання
- Кафедра української та іноземних мов
- Кафедра соціально-гуманітарних дисциплін
- Кафедра психології і педагогіки

## Відомі випускники
- Бакастова Юлія Олександрівна - українська фехтувальниця, чемпіонка Олімпійських ігор у Парижі 2024 (командна шабля).
- Бідний Матвій Вікторович - Міністр молоді та спорту України (2024).
- Беленюк Жан Венсанович - борець греко-римського стилю, триразовий чемпіон та призер Олімпійських ігор.
- Верняєв Олег Юрійович - український гімнаст, чемпіон та призер Олімпійських ігор
- Волощук Ярослав Іванович — український самбіст, заслужений тренер УРСР та СРСР.
- Гасанова Саїда Фарухівна — шестиразова переможниця Чемпіонатів України та Кубків України по боксу, триразова чемпіонка України по кікбоксингу, бронзова призерка Чемпіонату Європи.
- Геращенко Ірина Ігорівна - стрибунка у висоту. Бронзова призерка олімпійських ігор у Парижі 2024.
- Гомон Євгенія Євгенівна - українська гімнастка та тренер. Майстер спорту України міжнародного класу.
- Гутцайт Вадим Маркович - Президент НОК України, Міністр молоді та спорту України (2020-2023), український фехтувальник, шабліст, олімпійський чемпіон
- Дебела Тетяна Володимирівна — українська легкоатлетка-бігунка з бар'єрами, майстер спорту СРСР, майстер спорту України міжнародного класу.
- Дерюгіна Альбіна Миколаївна - Заслужений тренер України, Заслужений тренер СРСР, Заслужений працівник культури УРСР, суддя міжнародної категорії, Заслужений працівник фізичної культури і спорту України.
- Дерюгіна Ірина Іванівна -
- Джангобегов Анзор Соломонович — самбіст й дзюдоїст, тренер, заслужений працівник фізичної культури і спорту України.
- Кабанов Михайло Леонтійович — почесний майстер спорту, заслужений тренер УРСР.
- Калінський Анатолій Миколайович — Заслужений тренер УРСР
- Каран Василь Талемонович — Заслужений тренер України
- Костюченко Микола Петрович — Заслужений тренер СРСР
- Кочергіна Феодора Григорівна — Заслужений тренер України
- Крушельницька Наталія Єнгелинівна — українська трекова та шосейна велогонщиця, майстер спорту СРСР міжнародного класу.
- Лобас Петро Павлович — український самбіст й дзюдоїст, тренер, почесний працівник фізичної культури та спорту.
- Майзлін Ісак Юхимович — український тренер з баскетболу, заслужений тренер УРСР (1961) та СРСР (1991).
- Миронюк Сергій Сергійович — український військовослужбовець, Герой України (2024, посмертно).
- Новіченко Світлана Олександрівна — українська веслувальниця; бронзова призерка чемпіонатів Європи. Заслужений майстер спорту України.
- Шахлін Борис Анфіянович - абсолютний чемпіон Європи (1955), світу (1958), 7-разовий олімпійський чемпіон зі спортивної гімнастики
- Яременко Ілля Сергійович - український плавець. Здобув бронзу на паралімпійських іграх 2016 у Ріо, срібло у Токіо 2020, срібло у Парижі 2024.

Інші випускники
Викладачі університету